# Attentato di Kiryat Arba del 2010
L'attentato di Kiryat Arba del 2010 fu un attentato nei pressi della città israeliana di Kiryat Arba in Giudea e Samaria, perpetrato da militanti di Hamas. 4 israeliani furono uccisi dopo che terroristi palestinesi armati attaccarono il loro veicolo. Le 4 vittime, tra cui una donna incinta, erano civili degli insediamenti in Cisgiordania di Beit Hagai ed Efrat. Fu il più mortale attacco palestinese agli israeliani in oltre 2 anni.
Hamas salutò l'attentato come "eroico" e promise ulteriori tentativi di uccidere "coloni illegali" in Cisgiordania. I sostenitori di Hamas a Jabalya celebrarono pubblicamente gli omicidi. L'attentato fu condannato dalle Nazioni Unite, da Israele e dall'Autorità Palestinese, ciononostante, gli attentatori, arrestati dall'Autorità Palestinese, furono prontamente rilasciati dopo che Hamas accusò l'Autorità di tradimento. L'8 ottobre, Israele arrestò i militanti collegati all'attentato in un raid in cui vennero uccisi due militanti di Hamas.